# Alexandre de Tilly
Pour les articles homonymes, voir Tilly.
Œuvres principales
- Mémoires (1828)

Jacques-Pierre-Alexandre, comte de Tilly, né au Mans,, non en 1764 comme le disent ses Mémoires, mais bien le 7 août 1761, paroisse du Crucifix, mort à Bruxelles, le 23 décembre 1816, est un militaire, aventurier et  homme de lettres français.

## Biographie
Appartenant à une ancienne famille normande, qui s’est subdivisée en plusieurs branches, le comte de Tilly fut admis, à l’âge de dix ans au collège de La Flèche où il étudia durant trois ans. A l'âge de treize ans, il entra dans les pages de la reine. Il en sortit pour passer comme sous-lieutenant dans les dragons de Noailles, et quitta de bonne heure le service militaire.
À l’époque de la Révolution, il se montra l’adversaire des idées révolutionnaires, et inséra dans les Actes des apôtres, dirigé par Jean-Gabriel Peltier, et la Feuille du jour des articles remarquables par la vivacité des opinions. II quitta la France après la journée du 10 août 1792, et mena une existence extrêmement dissipée en Angleterre jusqu’en 1796. [il eut notamment comme maîtresse la célèbre mémorialiste Lady Elizabeth Craven, margravine d'Anspach].
L’année suivante, il alla aux États-Unis où il épousa, en 1799, une Américaine, à Philadelphie, d’où il revint en Angleterre dans les premiers mois de 1799. Il parut en septembre de la même année à Hambourg, puis il se rendit à Leipzig, à Dresde et à Berlin. En 1801, le roi de Prusse le nomma son chambellan.
Tilly quitta Berlin au printemps de 1807, et il obtint sans doute plus tard la permission de revenir en France, car on le vit à Paris en 1812 et en 1813. Il s’y trouvait après le retour des Bourbons, mais il s’en éloigna avec eux en 1815, resta en Belgique, où, las d’une vie orageuse et dissipée, il se donna la mort l’année suivante.
Tilly a été représenté comme un de ces roués froids, polis et méchants dont Laclos a reproduit le type. Il est surtout connu pour ses Mémoires remplis d’anecdotes galantes, où il parle, notamment, longuement d’Émilie de Sainte-Amaranthe dont il tenta vainement de faire la conquête. Tilly est également l’auteur du distique si connu sur Louis XVI :
II ne sut que mourir, aimer et pardonner ;

S’il avait su punir, il aurait su régner.

## Publications
- Œuvres mêlées ; Amsterdam et Paris, 1785, in-8° ; nouv. édit., augmentée des opuscules publiés par l’auteur de 1785 à 1795, Berlin, 1803, in-8° ; Leipzig, 1803, 1813, in-8° [6];
- Lettre à M. Philippe d’Orléans[7], Paris, 1790, in-8°, brochure publiée ordinairement à la suite d’une autre, intitulée : À moi Philippe, un mot ! s. d., in-8°;
- Lettre à Louis XVI ; Paris, 1793, in-8° ; Berlin, 1794, in-8° ;
- De la Révolution française en 1794 ; Londres, 1795, in 8° ; réimpr. dans les Œuvres mêlées, édit, de Berlin ;
- Mémoires du comte Alexandre de Tilly, pour servir à l’histoire de mœurs de la fin du XVIIIe siècle, 1828, 3 vol. in-8° ; 2e édit., Paris, 1830, 3 vol. in-8° ; rééd. Christian Melchior-Bonnet, Paris, Mercure de France, 1965 ; Les Mémoires, dédiés au prince de Ligne, trad. en allemand sur les manuscrits autographes, avaient paru à Berlin, 1825, 3 vol. in-12[8].